# Jacques Moliner (rugby, 1945-1997)
Pour les articles homonymes, voir Jacques Moliner et Moliner.
 (août 2023).
Si vous disposez d'ouvrages ou d'articles de référence ou si vous connaissez des sites web de qualité traitant du thème abordé ici, merci de compléter l'article en donnant les références utiles à sa vérifiabilité et en les liant à la section « Notes et références ».
Pas d'image ? Cliquez ici

a Compétitions nationales et continentales officielles uniquement.

Jacques Moliner, né le 24 août 1945 à Baixas et mort le 3 décembre 1997 à Perpignan, est un joueur français de rugby à XV et de rugby à XIII dans les années 1960 et 1970 évoluant aux postes de talonneur et de troisième ligne aile à XV et également de Talonneur à XIII.
Natif de Baixas, il commence par la pratique du rugby à XV avec l'USA Perpignan puis opte pour le rugby à XIII et rejoint l'AS Saint-Estève avec lequel il remporte le Championnat de France en 1971, puis le XIII Catalan.

## Biographie
Jacques Moliner naît le 24 août 1945 à Baixas et meurt le 3 décembre 1997 à Perpignan.

## Palmarès
- Collectif :
  - Vainqueur du Championnat de France : 1971 (Saint-Estève).
  - Vainqueur de la Coupe de France : 1972 (Saint-Estève), 1976 et 1978 (XIII Catalan).
  - Finaliste du Championnat de France : 1975 (Saint-Estève) et 1978 (XIII Catalan).
  - Finaliste de la Coupe de France : 1977 (XIII Catalan).